# Рокіти (Західнопоморське воєводство)
Рокіти (пол. Rokity) — село в Польщі, у гміні Козелиці Пижицького повіту Західнопоморського воєводства.
Населення — 87 осіб (2011).
У 1975-1998 роках село належало до Щецинського воєводства.

## Демографія
Демографічна структура станом на 31 березня 2011 року:
|          | Загалом | Допрацездатний вік | Працездатний вік | Постпрацездатний вік |
| -------- | ------- | ------------------ | ---------------- | -------------------- |
| Чоловіки | 49      | 10                 | 33               | 6                    |
| Жінки    | 38      | 7                  | 24               | 7                    |
| Разом    | 87      | 17                 | 57               | 13                   |